# The Air Up There
The Air Up There (titulada Una tribu en la cancha en España) es una película de comedia de 1994 dirigida por Paul Michael Glaser que se rodó en Toronto y Hamilton, Ontario, Canadá. Las escenas en África se rodaron en Kenia y Hoedspruit, Sudáfrica.

## Trama
Jimmy Dolan es un asistente de baloncesto y entrenador que quiere encontrar una nueva estrella para su equipo, lo cual, cree, lo llevará a ascender a entrenador en jefe.

## Elenco
- Kevin Bacon .... Jimmy Dolan
- Charles Gitonga Maina .... Saleh
- Yolanda Vázquez .... Hermana Susan
- Winston Ntshona .... Urudu
- Mabutho 'Kid' Sithole .... Nyaga
- Sean McCann .... Ray Fox
- Dennis Patrick .... Padre O'Hara